# Du bist so Porno
„Du bist so Porno” – trzeci singel Aleksa C. wydany w maju 2008 roku do promocji albumu Euphorie. Przy pracy nad utworem pomagała mu niemiecka piosenkarka Yass.

## Teledysk
Teledysk powstał wiosną 2008 roku. Przedstawia Alexa C. i Yass podczas koncertu w nocnym klubie. Seksowna piosenkarka zachęca publiczność do całowania i obściskiwania się.

## Tekst piosenki
Utwór jest jednym z bardziej kontrowersyjnych materiałów w albumie Euphorie. W tekście mowa jest o pornografii. Ze względu na skandaliczny przekaz piosenki, wiele stacji radiowych nie zdecydowało się na jej emisje.

## Listy przebojów
| Kraj    | Lista (2008)    | Najwyższa pozycja |
| ------- | --------------- | ----------------- |
| Austria | Singles Top 75  | 12                |
| Niemcy  | Singles Top 100 | 21                |